# Zytozidie
Zytozidie ist der medizinische Fachbegriff für eine Zellabtötung. Diese kann durch das Einwirken eines Zellgiftes, beispielsweise eines Bakterizides verursacht werden.

## Anwendungsbeispiele und Vorkommen
Eine Zytozidie liegt beispielsweise bei chemotherapeutischen Eingriffen vor. Zudem stellen diverse Schwermetalle zytozide Substanzen dar.

## Quelle
- Roche Lexikon Medizin, 5. Auflage, Urban & Fischer, September 2003.